# Івашко Маркіян Володимирович
Маркіян Володимирович Івашко (18 травня 1979) — український лучник, учасник двох Олімпіад (2008 року у Пекіні, 2012 року в Лондоні). Чемпіон перших Європейських ігор в м. Баку у командній першості. Чемпіон Світу 2005 року (Ольбург, Данія), 2014 року (Нім, Франція). Срібний призер чемпіонатів світу 1999 року (Гавана, Куба), 2007 року (Ізмір, Туреччина). Чемпіон Європи 2006 року (Джаен, Іспанія), 2011 року (Камбріл, Іспанія). Срібний призер чемпіонатів Європи 2006 року (Джаен, Іспанія), 2008 року (Вітель, Франція), 2010 року (Пореч, Хорватія). Бронзовий призер чемпіонатів Європи 2010 року (Пореч, Хорватія), 2010 року (Роверетто, Італія), 2012 року (Амстердам, Нідерланди). Рекордсмен світу 2007 року (Ізмір, Туреччина), 2018 року (Софія, Болгарія). Рекордсмен Європи 2011 року (Одген, США).

## Виступи на Олімпіадах
| Олімпіада  | Дисципліна | Місце |
| ---------- | ---------- | ----- |
| Пекін 2008 | особисті   | 41T   |
| Пекін 2008 | командні   | 4     |
| Лондон2012 | особисті   | 9T    |
| Лондон2012 | командні   | 5     |